# Francisco Javier de Sajonia

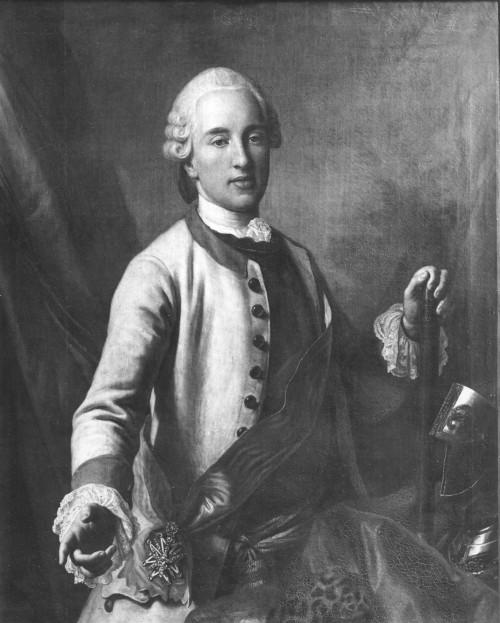
Francisco Javier como jefe del regimiento de infantería "Príncipe Javier" (con personal de mando y coraza ennegrecida, presumiblemente imaginaria, y casco con visera medieval) retrato de Piero Rotari c. 1754.

Francisco Javier de Sajonia (Dresde, 25 de agosto de 1730-Meissen, 21 de junio de 1806) fue un príncipe alemán de la casa de Wettin. Fue el séptimo hijo, pero cuarto sobreviviente, además del segundo varón del príncipe elector y rey Augusto III de Polonia y de su esposa, la archiduquesa María Josefa de Austria.

## Primeros años
Francisco Javier nació en Dresde, el 25 de agosto de 1730, hijo del elector y rey polaco Augusto III y de su esposa, la archiduquesa María Josefa de Austria, por lo tanto fue nieto del emperador José I. Dado que sus hermanos primogénitos ya habían fallecido, él era el segundo en la línea de sucesión al trono después de su hermano mayor superviviente, quien más tarde se convirtió en el elector Federico Cristián, hasta que nació su hijo mayor en 1750.

## Carrera militar
Durante la Guerra de los Siete Años, el Príncipe Javier fue el comandante en jefe del trabajo de recolección. Además, fue nombrado el 30 de septiembre de 1758 por el rey francés Luis XV, teniente general. Hasta entonces, el príncipe no tenía ninguna experiencia militar especial. Desde 1733, cuando tenía tres años, y hasta su muerte, fue jefe del regimiento de infantería sajón que llevó su nombre "Príncipe Javier", anteriormente Regimiento de Granaderos "Sajonia-Weimar". Sin embargo, como era costumbre en ese momento, estaba dirigido por un coronel designado como comandante.
Aproximadamente la mitad de los hasta 19.000 sajones que se vieron obligados a ingresar en los servicios prusianos después de su captura durante el sitio de Pirna en 1756 se unieron en el regimiento. A partir de la primavera de 1757, muchos de ellos huyeron a la Hungría Real (ahora Eslovaquia) como los llamados revertentes (retornados) para retomar la lucha contra Prusia. A pesar de una fuerza nominal de 10,000 hombres, el cuerpo nunca superó los 8,000. Desde la primavera de 1758 estuvo a sueldo francés y luchó en Alemania Occidental. En julio de 1759, mientras era ascendido a teniente general, Federico Christopher de Solms-Wildenfels asumió el mando militar de los sajones libres. El príncipe Javier permaneció formalmente como jefe del cuerpo. A partir de 1760 fue el subordinado del mariscal Broglie que repitió más cuotas francesas. Como solía pasarlos meses de invierno con regularidad en la corte de Versalles, al príncipe Javier le entristeció no poder participar en la batalla de Langensalza en febrero de 1761.

## Regente de Sajonia
En diciembre de 1763 asumió, tras la muerte de su hermano mayor, el elector Federico Cristián, que había gobernado durante solo 74 días, la regencia y custodia de su sobrino Federico Augusto III, el cual solo tenía 13 años. Su corregente fue su cuñada María Antonia, viuda del elector y madre del futuro gobernante. Juntos continuaron las reformas ilustradas y racionalistas de Federico Cristián, que pasaron a la historia como un rétablissement del Electorado de Sajonia. La reforma del ejército introducida por Francisco Javier sobre el modelo de Prusia encontró un fuerte rechazo de los estamentos, especialmente debido a los altos costos. En 1764 fundó la Academia Freiberg.
Durante la regencia, intentó introducir un plan de reforma del ejército basado en el modelo prusiano de Federico el Grande. Esto lo puso en conflicto con los estados del electorado, que violentamente se negaron a poner en práctica su propuesta, debido al alto costo asociado con su plan de reorganización.
En octubre de 1765, Francisco Javier renunció a la corona polaca en nombre del príncipe electoral, recordando la unificación prusiano-rusa que se había practicado desde 1764, que también existía en la cuestión de la sucesión al trono polaco. Al hacerlo, contrariamente a la oposición de la viuda del elector, finalmente siguió los hechos que se habían creado un mes antes con la elección del nuevo rey Estanislao II Poniatowski. El reinado del príncipe electoral menor terminó cuando cumplió 18 años, en diciembre de 1768 (según el reglamento de la Bula de Oro de 1356). Como resultado, el príncipe elector Federico Augusto fue proclamado oficialmente un adulto, y Francisco terminó sus funciones como Corregente.

## Últimos años y muerte
Al año siguiente, Francisco Javier se mudó con su familia a Francia, el hogar de su hermana menor, la Delfina María Josefa, que había muerto dos años antes. Vivió en Francia durante casi veinte años, con el título de Conde de Lusacia. 
En 1774, su sobrino Luis XVI subió al trono del país. Francisco y su familia decidieron huir del país a causa de la Revolución Francesa y se trasladaron a Roma. Después de la muerte de su esposa en 1792, permaneció ahí durante algunos años. Finalmente volvió a Sajonia y se instaló en el palacio de Zabeltitz, viviendo en reclusión, muriendo ahí.

## Matrimonio y descendencia
El 9 de marzo de 1765, en Dresde, Francisco se casó en secreto morganáticamente con la italiana y dama de compañía de su cuñada, la condesa María Chiara Spinucci. Spinucci fue nombrada condesa de Lusacia en 1767, aunque la unión se mantuvo en secreto hasta 1777, cuando se anunció oficialmente y fue legitimada.
Durante su matrimonio, tuvieron diez hijos, conocidos como condes y condesas de Lusacia, aunque solo sobrevivieron 6 a la edad adulta:
- Luis Ruperto José Javier (27 de marzo de 1766 en Dresde-22 de agosto de 1782 en Pont-sur-Seine), murió en un duelo.

- Clara María Augusta Beatriz (27 de marzo-18 de noviembre de 1766 en Dresde), gemela de Luis, murió con casi 8 meses.

- José Javier Carlos Rafael Felipe Benno (23 de agosto de 1767-25 de junio de 1802 en Teplitz), nombrado Caballero de Sajonia.

- Isabel Úrsula Ana Cordula Javiera (22 de octubre de 1768 en Dresde-22 de mayo de 1844 en Dresde), Mademoiselle de Sajonia, casada en 1787 con Enrique de Preissac, conde de Esclignac y de Fimarcon Lomagne, grande de España (1763-1837).

- María Ana Violante Catalina Marta Javiera (20 de octubre de 1770 en Siena-24 de diciembre de 1845 en Roma), casada en 1793 con Paluzzo Altieri, Príncipe de Oriolo.

- Beatriz María Francisca Birgitte (1 de febrero de 1772 en Chaumot-6 de febrero de 1806 en Dresde), casada en 1794 con Rafael Riario Sforza, Marqués de Corleto.

- Cunegunda Ana Helena María Josefa (18 de marzo de 1774 en Chaumot-18 de octubre de 1828 en Roma), casada en 1795 con el marqués Giovanni Patrizi Naro Montoro.

- María Cristina Sabina (30 de diciembre de 1775 en Pont-sur-Seine-24 de agosto de 1837), casada en 1796 con Camilo Maximiliano Massimo, Príncipe de Arsoli. Fue madre del cardenal Francesco Saverio Massimo.

- Hijo nacido muerto (1777);

- Cecilia María Adelaida Agustina (17 de diciembre de 1779 en Pont-sur-Seine-24 de junio de 1781 en Pont-sur-Seine), murió en la infancia.